# My Friend
«My Friend» — пісня Жака Худека для конкурсу  Євробачення 2017 в Києві, Україна. Була виконана у другому півфіналі Євробачення, 11 травня, та пройшла до фіналу. У фіналі, 13 травня, була виконана під номером 13, за результатами голосування отримала від телеглядачів та професійного журі 128 балів, посівши 13 місце.

## Список композицій
| Digital download | Digital download | Digital download |
| #                | Назва            | Тривалість       |
| ---------------- | ---------------- | ---------------- |
| 1.               | «My Friend»      | 3:00             |

| Digital download – Instrumental | Digital download – Instrumental | Digital download – Instrumental |
| #                               | Назва                           | Тривалість                      |
| ------------------------------- | ------------------------------- | ------------------------------- |
| 1.                              | «My Friend (Instrumental)»      | 3:02                            |